# Мухаммад ібн Аббас
Мухаммад ібн Аббас (перс. محمد بن عباس; помер 1080) — малік династії Гурідів. Погодився сплачувати данину Газневідам.